# 藤井惠 (格闘家)

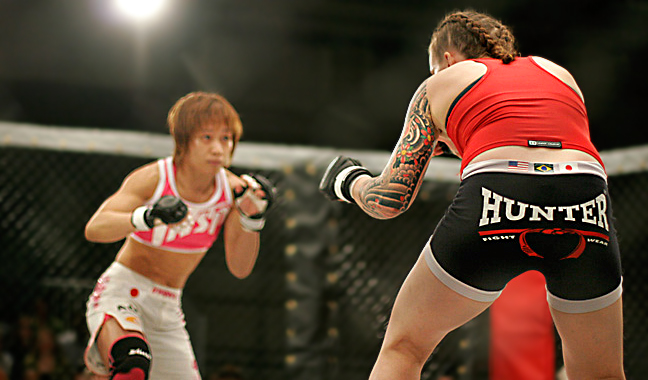
試合中の藤井

藤井 惠（ふじい めぐみ、1974年4月26日 - ）は、日本の女性総合格闘家。岡山県井原市出身。AACC所属。柔道参段。ブラジリアン柔術黒帯。主な愛称は「フジメグ」、「Mega Megu」。夫は総合格闘家の佐々木信治。
女性総合格闘家屈指のグラップラーであり、総合格闘技では2010年10月の初黒星までデビュー以来22戦22勝無敗であった。多くの勝ち星を開始1分以内に決めており、「秒殺女王」の異名を持つ。

## 来歴
父の影響で柔道を3歳から始め、夙川学院高校、国士舘大学でも柔道を続け、全日本学生選手権52kg級3年連続ベスト8などの実績を残したが、大学卒業を機に柔道から引退（柔道参段）。23歳から始めたサンボでは全日本大会1998年から2005年まで8連覇を果たし、世界大会でも4度銀メダルを獲得。またブラジリアン柔術では、2002、2003年全日本選手権優勝や2004、2006年パンアメリカン大会優勝という実績を持つ。
2003年5月24日に女子プロレス団体アルシオン「ARTIST-1」のメインイベントで吉田万里子と3分5Rの異種格闘技戦を行ない、3R3分30秒エビ固めで敗れた。
2004年8月5日、松本裕美戦で総合格闘技デビュー、1R40秒チョークスリーパーで勝利。
2005年5月、アブダビコンバット女子60kg未満級の準決勝でキーラ・グレイシーに腕ひしぎ三角固めで一本負けするも、3位決定戦でギャジー・パーマンにトゥホールドで一本勝ちし、3位入賞。7月29日に新宿FACEのこけら落とし興行「W-FACE」で近藤有希と5分1Rの柔術スペシャルエキシビションで対戦。
2007年5月、アブダビコンバット女子60kg未満級の準決勝でフェリシア・オーに一本負けするも、3位決定戦でビアンカ・バレットに勝利し、2大会連続の3位入賞（この時の優勝者は同門の塩田さやか）。
2008年9月12日、立ち技格闘技初挑戦となるシュートボクシングに出場し、富田美里に判定負け。11月16日にJEWELS 旗揚げ戦で森居知子と対戦し、腕ひしぎ十字固めで一本勝ち。
2009年2月22日、ADCC世界大会アジア予選女子60kg未満級に出場。準決勝で端貴代に腕ひしぎ十字固めで一本勝ち、決勝で塩田さやかに判定勝ちし、日本代表となった。7月11日にJEWELS 4th RINGで石岡沙織と対戦し、腕ひしぎ十字固めで一本勝ち。8月11日にシュートボクシング「Girls S-cup 2009」のスペシャルエキシビションマッチ（1R JEWELSルール、2R シュートボクシングルール）で渡辺久江と対戦した。
2009年9月26日、アブダビコンバット2009・女子60kg未満級1回戦でヒラリー・ウイリアムスと対戦し、チョークスリーパーで一本負け。11月23日に修斗で行なわれた修斗 vs. パンクラスの対抗戦でWINDY智美と対戦し、腕ひしぎ十字固めで一本勝ち。12月20日に「ジュエルス1周年記念パーティ&表彰式」が開催され、年間最高試合賞（JEWELS 4th RING、vs. 石岡沙織）、功労賞を受賞した。2010年4月17日、DEEP 47 IMPACTにてMIKUの引退エキシビションマッチの相手を務めた。
2010年6月10日にBellator FCに初出場し、サラ・シュナイダーと対戦。マウントパンチの連打でTKO勝利し、プロ20戦目にして初のKO勝利となった。Bellatorでは、同年8月から10月にかけて行われた女子115ポンド級（-52kg）トーナメントに出場。
8月12日のBellator 24で行なわれた1回戦ではカーラ・エスパルザに腕ひしぎ十字固めで一本勝ち。9月30日の準決勝でリサ・ワードに腕ひしぎ十字固めで一本勝ち。10月28日の決勝でゾイラ・フラウストに1-2の判定負け。キャリア初黒星となりデビュー以来の連勝記録が22で途切れた。12月30日に戦極 Soul of Fightで藤野恵実と対戦し、3-0の判定勝ち。
2011年3月の東日本大震災直後には街頭での募金活動や、被災地でのボランティア活動に参加。7月9日にJEWELS 15th RINGで長野美香と3年半ぶりに再戦し、3-0の判定勝利。12月31日には「元気ですか!! 大晦日!! 2011」における女子唯一の試合でカルラ・ベニテスに1R腕ひしぎ十字固めで一本勝ち。
2012年5月18日、Bellator 69でジェシカ・アギラーに判定負け。同年6月に「世界で活躍する日本人」として 朝日新聞Globe "突破する力” に掲載される。12月24日にVTJ 1stでV.V Meiと対戦し、3-0の判定勝利。この試合は『ファン・関係者が選ぶ　修斗＆VTJアワード2012』のベストバウト部門にて第3位に選出された。2012年ごろまで、MMAWeekly.comおよびMMARisingのランキングにおいてパウンド・フォー・パウンド世界第1位、MMARisingおよびファイターガールズのランキングにおいて世界最高のフライ級女性総合格闘家に選出されていた。
2013年6月22日、VTJ 2ndの休憩開けにケージに登場し、同年10月5日に開催されるVTJ 3rdへの出場をもって現役を引退することを発表した。VTJ 3rdで行われた引退試合ではジェシカ・アギラーと再戦し、アギラーの偶発的なサミングによって右目が大きく腫れたため試合続行不可能となり、試合が止められた2Rまでの採点が集計され負傷判定負けとなった。
2016年6月16日に第1子女児を出産。引退後はRIZINで女子の試合解説、広島県福山市の「総合格闘技道場BURST」でインストラクターをしている。

## 戦績

### 総合格闘技
| 総合格闘技 戦績 | 総合格闘技 戦績 | 総合格闘技 戦績 | 総合格闘技 戦績 | 総合格闘技 戦績 | 総合格闘技 戦績 | 総合格闘技 戦績 |
| --------------- | --------------- | --------------- | --------------- | --------------- | --------------- | --------------- |
| 29 試合         | (T)KO           | 一本            | 判定            | その他          | 引き分け        | 無効試合        |
| 26 勝           | 1               | 19              | 6               | 0               | 0               | 0               |
| 3 敗            | 0               | 0               | 3               | 0               | 0               | 0               |

| 勝敗 | 対戦相手                       | 試合結果                      | 大会名                                                                       | 開催年月日     |
| ×    | ジェシカ・アギラー             | 2R終了時 負傷判定0-2          | VTJ 3rd                                                                      | 2013年10月5日  |
| ○    | V.V Mei                        | 5分2R終了 判定3-0             | VTJ 1st                                                                      | 2012年12月24日 |
| ×    | ジェシカ・アギラー             | 5分3R終了 判定0-3             | Bellator 69                                                                  | 2012年5月18日  |
| ○    | カルラ・ベニテス               | 1R 1:15 腕ひしぎ十字固め      | 元気ですか!! 大晦日!! 2011                                                   | 2011年12月31日 |
| ○    | 長野美香                       | 5分2R終了 判定3-0             | JEWELS 15th RING                                                             | 2011年7月9日   |
| ○    | 藤野恵実                       | 5分3R終了 判定3-0             | 戦極 Soul of Fight                                                           | 2010年12月30日 |
| ×    | ゾイラ・フラウスト             | 5分5R終了 判定1-2             | Bellator 34 【女子115ポンド級トーナメント 決勝】                             | 2010年10月28日 |
| ○    | リサ・ワード                   | 1R 1:39 腕ひしぎ十字固め      | Bellator 31 【女子115ポンド級トーナメント 準決勝】                           | 2010年9月30日  |
| ○    | カーラ・エスパルザ             | 2R 0:57 腕ひしぎ十字固め      | Bellator 24 【女子115ポンド級トーナメント 1回戦】                            | 2010年8月12日  |
| ○    | サラ・シュナイダー             | 3R 1:58 TKO（マウントパンチ） | Bellator 21                                                                  | 2010年6月10日  |
| ○    | WINDY智美                      | 1R 3:24 腕ひしぎ十字固め      | 修斗 REVOLUTIONARY EXCHANGES 3                                               | 2009年11月23日 |
| ○    | 石岡沙織                       | 2R 4:17 腕ひしぎ十字固め      | JEWELS 4th RING                                                              | 2009年7月11日  |
| ○    | チェ・ウンブン                 | 1R 0:52 V1アームロック        | "修斗伝承 ROAD TO 20th ANNIVERSARY FINAL"                                    | 2009年5月10日  |
| ○    | 森居知子                       | 1R 1:05 腕ひしぎ十字固め      | JEWELS 旗揚げ戦                                                              | 2008年11月16日 |
| ○    | ハム・ソヒ                     | 1R 3:39 腕ひしぎ十字固め      | SMACKGIRL WORLD ReMix TOURNAMENT 2008 準決勝 【ライト級トーナメント 準決勝】 | 2008年4月25日  |
| ○    | シンディ・ヘイルス             | 2R 0:27 腕ひしぎ十字固め      | SMACKGIRL WORLD ReMix TOURNAMENT 2008 開幕戦 【ライト級トーナメント 1回戦】  | 2008年2月14日  |
| ○    | 長野美香                       | 1R 1:20 三角絞め              | SMACKGIRL 7th ANNIVERSARY 〜Starting Over〜                                  | 2007年12月26日 |
| ○    | 高林恭子                       | 5分2R終了 判定3-0             | 修斗 BACK TO OUR ROOTS 06                                                    | 2007年11月8日  |
| ○    | リサ・ワード                   | 1R 4:50 腕ひしぎ十字固め      | BodogFight: Vancouver                                                        | 2007年8月24日  |
| ○    | コーディ・ウェルシュリン       | 1R 2:40 腕ひしぎ十字固め      | New Fight Films: The Breakout                                                | 2007年3月10日  |
| ○    | 吉田正子                       | 1R 0:51 ヒールホールド        | 修斗 BATTLE MIX TOKYO 01                                                     | 2007年1月26日  |
| ○    | セリン・マーレイ               | 1R 0:20 アンクルホールド      | SMACKGIRL 2006 〜極女伝説〜                                                  | 2006年11月29日 |
| ○    | たま☆ちゃん                    | 1R 0:53 腕ひしぎ十字固め      | SMACKGIRL 2006 〜頂女決戦〜                                                  | 2006年6月30日  |
| ○    | 瀧本美咲                       | 2R 4:36 腕ひしぎ十字固め      | 修斗 SHOOTO The Victory of The Truth                                         | 2006年2月17日  |
| ○    | チョン・ダーレ                 | 1R 0:19 チョークスリーパー    | G-SHOOTO JAPAN 03                                                            | 2005年12月17日 |
| ○    | アンナ・ミッシェル・ダンテス   | 5分2R終了 判定3-0             | G-SHOOTO JAPAN 02                                                            | 2005年3月12日  |
| ○    | ナディア・ヴァン・デル・ウェル | 1R 1:43 腕ひしぎ十字固め      | 修斗 15th Anniversary                                                        | 2004年12月14日 |
| ○    | エリカ・モントーヤ             | 5分3R終了 判定3-0             | HOOKnSHOOT: Evolution                                                        | 2004年11月6日  |
| ○    | 松本裕美                       | 1R 0:40 チョークスリーパー    | SMACKGIRL 2004 〜聖地凱旋〜                                                  | 2004年8月5日   |

### グラップリング
| 勝敗 | 対戦相手               | 試合結果                | 大会名                                                        | 開催年月日    |
| ×    | ヒラリー・ウイリアムス | チョークスリーパー      | アブダビコンバット2009【女子60kg未満級 1回戦】                | 2009年9月26日 |
| ○    | 塩田さやか             | 延長終了 判定4-0        | ADCC世界大会アジア予選【女子60kg未満級 決勝】                 | 2009年2月22日 |
| ○    | 高林恭子               | 判定2-0                 | SMACKGIRL GRAPPRING QUEEN TOURNAMENT 2007 【ライト級 決勝】   | 2007年9月24日 |
| ○    | 山崎裕子               | 0:52 アンクルホールド   | SMACKGIRL GRAPPRING QUEEN TOURNAMENT 2007 【ライト級 準決勝】 | 2007年9月24日 |
| ○    | 平林直子               | 1:18 チョークスリーパー | SMACKGIRL GRAPPRING QUEEN TOURNAMENT 2007 【ライト級 1回戦】  | 2007年9月24日 |
| ○    | ビアンカ・バレット     |                         | アブダビコンバット【55kg未満級 3位決定戦】                    | 2007年5月5日  |
| ×    | フェリシア・オー       | 一本                    | アブダビコンバット【55kg未満級 準決勝】                       | 2007年5月5日  |
| ○    | Rachel Wheatley        | 一本                    | アブダビコンバット【55kg未満級 1回戦】                        | 2007年5月5日  |
| ○    | 端貴代                 | 腕ひしぎ十字固め        | ADCC世界大会アジア予選【女子60kg未満級 準決勝】               | 2009年2月22日 |
| ○    | 富松恵美               | 0:20 アンクルホールド   | SMACKGIRL GRAPPRING QUEEN TOURNAMENT 2006 【ライト級 決勝】   | 2006年7月23日 |
| ○    | 内藤晶子               | 0:30 フロントスリーパー | SMACKGIRL GRAPPRING QUEEN TOURNAMENT 2006 【ライト級 準決勝】 | 2006年7月23日 |
| ○    | ギャジー・パーマン     | アンクルホールド        | アブダビコンバット【60kg未満級 3位決定戦】                    | 2005年5月28日 |
| ×    | キーラ・グレイシー     | 腕十字三角固め          | アブダビコンバット【60kg未満級 準決勝】                       | 2005年5月28日 |
| ○    | リマ・ハダッド         | 腕ひしぎ十字固め        | アブダビコンバット【60kg未満級 1回戦】                        | 2005年5月28日 |

### キックボクシング
| 勝敗 | 対戦相手 | 試合結果          | 大会名                                         | 開催年月日    |
| ×    | 富田美里 | 2分3R終了 判定0-2 | SHOOT BOXING 2008 火魂〜Road to S-cup〜 其の伍 | 2008年9月12日 |

## 獲得タイトル
- 第6回 アブダビコンバット 女子60kg未満級 3位（2005年）
- 第7回 アブダビコンバット 女子55kg未満級 3位（2007年）
- スマックガール GRAPPRING QUEEN TOURNAMENT 2006 ライト（-52kg）級 優勝
- スマックガール GRAPPRING QUEEN TOURNAMENT 2007 ライト（-52kg）級 優勝

## 表彰
- JEWELS 功労賞（2009年）
- JEWELS 年間最高試合賞（2009年）

## テレビ出演
- NANDA!?（テレビ朝日、2006年1月19日、26日放送）
- hito 今を生きるあなたへ（TBS、2008年7月31日放送）
- めざましどようびスポ育アカデミー（フジテレビ、2009年5月30日放送）
- 女子才彩（BS-TBS、2013年3月3日放送）
- まさかのタメ年トークバラエティー!ビックラコイタ箱